# Polaris Dawn

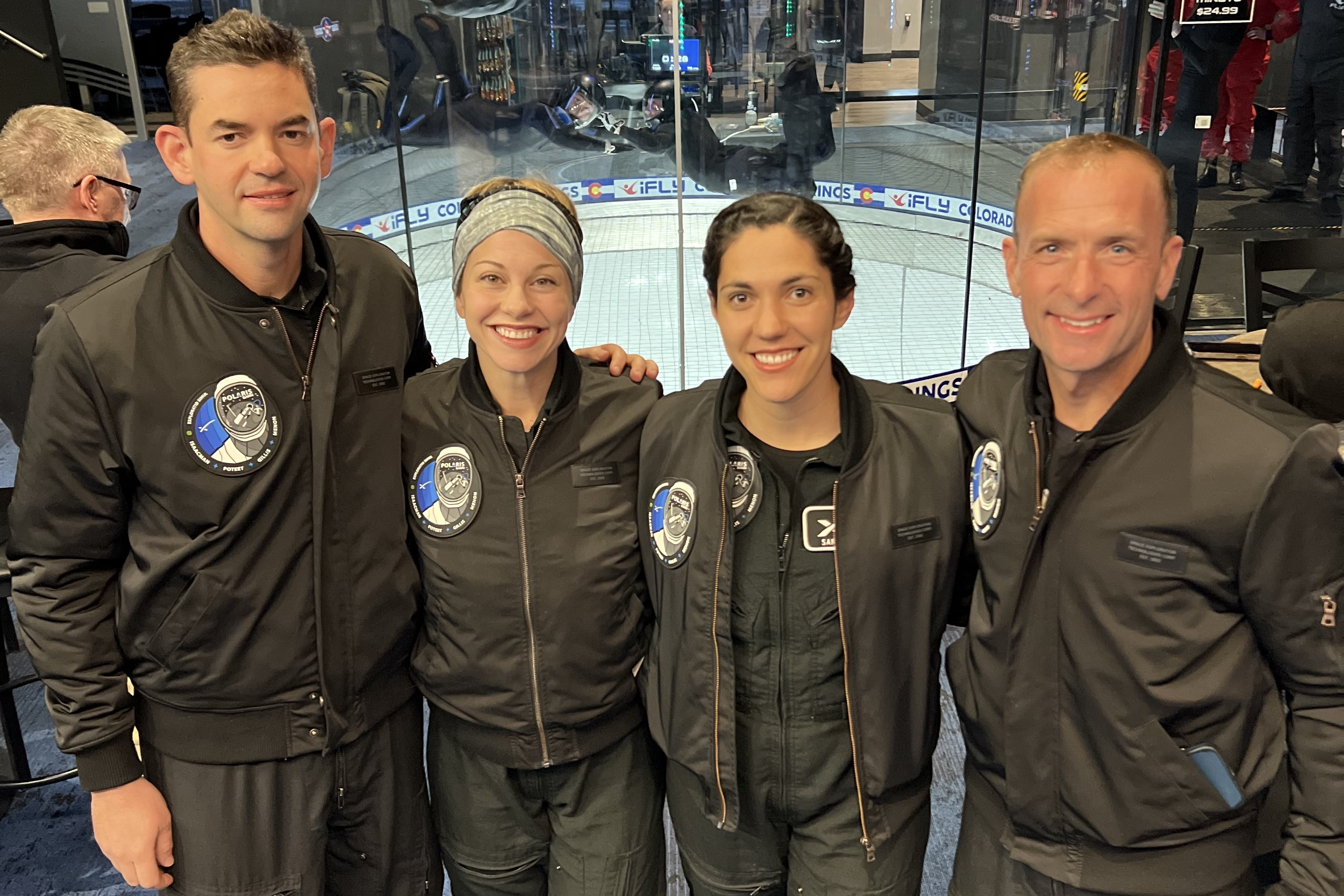
Isaacman, Menon, Gillis en Poteet; de bemanning van de Polaris Dawn

Polaris Dawn alias Polaris Mission I was een commerciële bemande ruimtemissie van SpaceX in samenwerking met Jared Isaacman. De vlucht met de Crew Dragon, die onderdeel is van het Polarisprogramma, bracht de bemanning tot 1408,1 kilometer hoogte, verder weg van de Aarde dan mensen sinds de laatste Apollo-vlucht naar de Maan in 1972 zijn geweest, en ook verder dan de vluchten van het Geminiprogramma. Dit is de hoogst mogelijke baan om de Aarde die met een Falcon 9-Crew Dragon-combinatie veilig is te bereiken.

## Voorgeschiedenis
De boeking werd op 14 februari 2022 bekendgemaakt met een interview in de Washington Post. De lancering werd aanvankelijk op zijn vroegst in het vierde kwartaal van 2022 verwacht verschoof uiteindelijk naar 10 september 2024.
Oorzaak van de vertraging lag in de ontwikkeling van de ruimtepakken voor deze missie die pas in het voorjaar van 2024 gereed waren. De lancering raakte daarna nog verder vertraagd. Nadat op 12 juli 2024 een Falcon 9-lancering mislukte werd dit rakettype op last van de FAA ruim twee weken aan de grond gehouden tot er meer duidelijk over de oorzaak was. Nadat de Falcon 9 op 26 juli toestemming voor het hervatten van lanceringen kreeg, werd duidelijk dat Polaris Dawn tot na de lancering van SpaceX Crew-9 die toen voor 18 augustus was gepland werd uitgesteld.  
Toen Crew-9 vervolgens op 7 augustus ruim een maand werd uitgesteld werd de lancering van Polaris Dawn voor de nacht van 26 op 27 augustus ingepland. Een paar uur voor de lancering werd een heliumlek in de grondsystemen ontdekt en besloten de lancering zeker 24 uur uit te stellen. Dit werd 72 uur. Toen op 28 augustus een Falcon-booster bij de landing omviel werd de Falcon 9 voorlopig aan de grond gehouden. De lanceerdatum van 30 augustus werd daardoor onhaalbaar.  
Daarnaast speelt bij een missie als deze met een kortere duur die niet bij een ruimtestation aankoppelt mee dat de weersvoorspelling voor de geplande landing al voor de lancering gunstig moet zijn. Hoewel de Falcon 9 al na twee dagen weer mocht vliegen bleven de weersvoorspellingen ongunstig en werd de lancering verder uitgesteld. De raket stond sinds eind augustus klaar op het lanceerplatform en zodra er gunstige weersvoorspellingen waren kon er binnen 30 uur worden gelanceerd. Die situatie kon overigens niet te lang zo blijven. In de loop van september moest Lanceercomplex 39A worden klaargemaakt voor de Falcon Heavy die NASA’s ruimtesonde Europa Clipper in oktober 2024 moest lanceren. 
Op 8 september 2024 werd het lanceerprotocol voor een lancering op 10 september in werking gezet. Aanvankelijk werd de kans op gunstig lanceerweer op 40% geschat maar maar er werd in de uren tevoren een tijdsvenster gevonden waarin dit korte tijd 80% zou zijn. Men besloot daarvan gebruik te maken. Om 09:23 UTC steeg de raket op vanaf Kennedy Space Center Lanceercomplex 39A. Twaalf minuten later werd de Dragon van de raket losgekoppeld in een baan om de Aarde, van 190 bij 1216 kilometer (kleinste en grootste hoogte).

## Missie
Tijdens de vlucht wordt de mogelijkheid een Starlink-internetverbinding vanuit een ruimteschip te bewerkstelligen met lasercommunicatie getest. Ook staat er een ruimtewandeling op een hoogte van 700 km gepland, de eerste met EVA-pakken van SpaceX. Omdat de Crew Dragon geen luchtsluis heeft, zullen ook de andere inzittenden een EVA-pak dragen tijdens de ruimtewandeling zoals bij de ruimtewandelingen tijdens het Geminiprogramma. 
De ruimtewandeling zal worden uitgevoerd door Jared Isaacman en Sarah Gilis. Zij zullen als alles goed gaat tijdens de ruimtewandeling te allen tijde fysiek contact met de capsule behouden en maar net buiten het luik treden. De andere twee bemanningsleden zullen in hun stoel blijven zitten en de ruimtewandeling ondersteunen. Daarnaast zal de vlucht door een deel van de Vanallengordels leiden en de Crew Dragon en bemanning dus aan grotere hoeveelheden kosmische straling blootstellen dan tot nog toe is gebeurd. Aan de hand hiervan zullen medische onderzoeken worden uitgevoerd.

### Ruimtepak
Op 4 mei 2024 publiceerde SpaceX een filmpje met beelden van het nieuw ontwikkelde ruimtepak. Later die dag hield het Polaris-team een Twitter-spaces-conversatie over het pak.
De EVA-pakken zijn gebaseerd op de IVA-pakken die tijdens normale Crew Dragon-vluchten worden gedragen, maar zijn aangepast met onder andere meer isolatie en een zonbestendig vizier. In het vizier is een head-up display verwerkt waarin onder meer informatie over de status van het pak en de Crew Dragon is af te lezen.

## Vluchtverloop
Na de lancering op 10 september werd begonnen de druk in de cabine enigszins te verlagen terwijl het zuurstofpercentage omhoog werd gebracht. Dit gebeurde als voorbereiding op de ruimtewandeling die op de derde dag moest plaatsvinden. De bemanning kon hierdoor wennen aan deze luchtsamenstelling. Daarna op 11 september werd de baan om de Aarde vergroot van 190 bij 1216 km naar ongeveer 190 bij 1400 km (met een record uitschieter van 1408.1 km). Na zes orbits in deze baan werd begonnen de baan te verlagen naar 195 bij 737 km wat later die dag werd bereikt. 
Op 12 september werd de ruimtewandeling uitgevoerd. Nadat de cabine drukvrij was gemaakt werd het bovenluik van de Crew Dragon om 10:49 UTC geopend. Boven het luik was een trap (vergelijkbaar met een zwembadtrap) gemonteerd waaraan de ruimtewandelaars zich kunnen vasthouden. Als eerste ging Isaacman naar buiten. Na bijna acht minuten ging hij weer naar binnen. Daarna volgde Gillis die ruim zeven minuten buiten bleef. Om 11:16 UTC werd het luik gesloten.
Op 13 september speelde Sarah Gillis een eerste-vioolpartij vanuit de capsule en werd daarbij begeleid door een orkest dat op meerdere locaties op Aarde samen kwam. De audiovisuele verbindingen met minimale vertraging die daarvoor nodig waren liepen via Starlink.
Op 14 september werd de baan verlaagd naar 187 bij 452 kilometer in voorbereiding op de terugkeer die een dag later moest plaatsvinden. Ook had de bemanning een briefing met het vluchtcontrolecentrum via een Starlink-verbinding die veertig minuten lang ononderbroken functioneerde. Iets wat voorheen onmogelijk was vanuit een baan om de Aarde.
Op 15 september om 07:37:10 UTC raakte de Crew Dragon het water van de Golf van Mexico waarmee de vlucht voorbij was. De Crew Dragon werd daarop aan boord van SpaceX’s bergingsschip Shannon gehesen waar de bemanning de capsule verliet.
Tijdens de vlucht werden door de bemanning 40 wetenschappelijke experimenten uitgevoerd.

## Bemanning
Naast Isaacman gingen er een piloot en twee medewerkers van het bemande ruimtevaartprogramma van SpaceX mee die eerder als ondersteuningspersoneel bij Isaacmans eerste ruimtevlucht Inspiration4 betrokken waren. Jared Isaacman is behalve zakenman ook een zeer ervaren aerobatics-piloot. Piloot Scott Poteet was twintig jaar lang piloot bij de U.S. Air Force Thunderbirds. Hij is ook lid van de directie van Isaacmans bedrijf Shift4.
| Positie                              | Ruimtevaarder                        |
| ------------------------------------ | ------------------------------------ |
| Gezagvoerder                         | Jared Isaacman 2e ruimtevlucht       |
| Piloot                               | Scott Poteet 1e ruimtevlucht         |
| Missiespecialist                     | Sarah Gillis, SpaceX 1e ruimtevlucht |
| Missiespecialist en medisch officier | Anna Menon, SpaceX 1e ruimtevlucht   |

## Trivia
- Over de missie en voorbereiding wordt een documentaire gemaakt door hetzelfde team dat ook de Inspiration4-docu schoot.
- NASA-astronaut Don Pettit heeft vanuit het ISS de terugkeer in de atmosfeer van Polaris Dawn gefotografeerd.